# Léo Corin
Léo Corin (Luik, 11 juni 1941) is een Belgisch biljarter. 

## Levensloop
Hij werd viermaal wereldkampioen artistiek biljarten, in 1972, 1973, 1976 en 1983. Daarnaast werd hij Europees Kampioen in 1980, 1983, 1985 en 1990 en werd hij vijftienmaal Belgisch kampioen.